# Oenothera brevipetala
Oenothera brevipetala är en dunörtsväxtart som beskrevs av W. Dietrich. Oenothera brevipetala ingår i släktet nattljussläktet, och familjen dunörtsväxter. Inga underarter finns listade i Catalogue of Life.